# Климентій Стасів
Климентій Стасів, ЧСВВ (хресне ім'я Василь); нар. 1 січня 1973, Церківна) — український церковний діяч, священник УГКЦ, василіянин, письменник, перекладач, есеїст. Член Національної спілки письменників України (з 2018).

## Життєпис
Народився 1 січня 1973 року в с. Церківна Долинського району Івано-Франківської області. У 1988 році закінчив школу в рідному селі, а в 1990 році — середню школу в с. Витвиця. 25 березня 1991 року вступив до Василіянського Чину на новіціят у Крехівський монастир, де 13 вересня 1992 року склав перші монаші обіти. Навчався в Папському теологічному інституті Івана Хрестителя у Варшаві (філософія, 1993—1995) і Папському Латеранському університеті в Римі (богослов'я, 1995–1999). 1 січня 1998 року склав вічні обіти в ЧСВВ і 12 липня 1999 року владикою Володимиром Ющаком, ЧСВВ, єпископом Вроцлавсько-Ґданським, висвячений на священника у монастирському храмі св. Онуфрія у Львові.
У 1999–2000 роках був ректором Василіянського інституту Філософсько-богословських студій ім. митрополита Йосифа Велямина Рутського, який тоді діяв при Золочівському монастирі Вознесіння Господнього, а в 2000–2004 роках — ігумен Золочівського монастиря. У 2004–2007 роках був першим радником і адмонітором протоігумена Провінції Найсвятішого Спасителя ЧСВВ. 2004–2008 роки — ігумен Жовківського монастиря. З 2005 до 2017 року — генеральний директор видавництва «Місіонер» у Львові. З 2015 року — аспірант відділення міжнародного права Юридичного факультету Львівського національного університету імені Івана Франка. З 2017 року служить у монастирі святого Юрія у Шептицькому.

## Творчість
Автор художньо-документальних книг, перекладач з італійської мови.
Книги
- «Вартовий Господнього світильника» (Жовква 2012)[1].
- «Місія високого слова. Василіянське книговидання: минуле, сучасне і майбутнє» (Жовква 2015)[2].
- «Чернеча офіра Христові й Вітчизні» (Жовква 2018)[3].
- «Пастирі підпільної Церкви» (Жовква 2024)[4].

Переклади
- «Понтифікат Папи Івана Павла II» (пер. з іт. Р. Безпалько, упоряд. К. Стасів та ін., Львів 2007),
- Карло Марія Мартіні «На крилах свободи: людина в пошуку і перед вибором віри. Роздумування над Посланням до Римлян»(пер. з іт. о. Климентія Василя Стасіва, ЧСВВ, Жовква 2010),
- Бенедикт XVI «Божа революція» (пер. з іт. о. Климентія Василя Стасіва, ЧСВВ, Жовква 2009)[5].
- Карло Марія Мартіні «Щось надзвичайно особисте: роздумування про молитву» (пер. з італ. о. Климентія Василя Стасіва, ЧСВВ, Жовква 2013),
- Андреа Торніеллі «Хорхе Маріо Берґольйо. Франциск разом: життя, ідеї, слова Папи, який змінить Церкву» (пер. з італ. о. Климентія Василя Стасіва, ЧСВВ, Жовква 2013),
- Карло Марія Мартіні, Умберто Еко «У що вірить той, хто не вірить» (пер. з італ. о. Климентія Василя Стасіва, ЧСВВ, Жовква 2016).

## Нагороди і відзнаки
- «Найкраща книга Форуму — 2016» (2016, персональна відзнака координатора премії Софії Коваль за книгу «У що вірить той, хто не вірить»,
- І місце XVIII Всеукраїнського рейтингу «Книга року 2016» (за книгу «Місія високого слова»),
- Лавреат III Всеукраїнського літературного конкурсу ім. Леся Мартовича (2017, за книгу «Місія високого слова»),
- Член Національної спілки письменників України (з 2018)[6][7],
- Всеукраїнська літературна премія імені Зореслава (2019, за книгу про духовних побратимів Зореслава «Чернеча офіра Христові й Вітчизні»)[8][5].